# Джеймс Робертс
Джеймс Робертс (англ. James Roberts, нар. 11 квітня 1991, Твіт Хідс, Австралія) — австралійський плавець, бронзовий призер Олімпійських ігор 2016 року, чемпіон світу.

## Виступи на Олімпійських іграх
| Олімпіада   | Дисципліна             | Місце |
| ----------- | ---------------------- | ----- |
| Лондон 2012 | 100 м вільним стилем   | 12    |
| Лондон 2012 | 4×100 м вільним стилем | 4     |
| Ріо 2016    | 4×100 м вільним стилем | 3     |